# Civil list
Civil list (ang. dosłownie: lista cywilna)  to lista uposażeń urzędników królewskich w Wielkiej Brytanii. Odgrywała ważną rolę polityczną jako środek nacisku na posłów Izby Gmin. Szczególnie szeroki użytek czynili z niej Jerzy II Hanowerski, premier (1721–1742) Robert Walpole i Jerzy III Hanowerski. 